# Polycycnis pfisteri
Polycycnis pfisteri är en orkidéart som beskrevs av Senghas, Tagges och Günter Gerlach. Polycycnis pfisteri ingår i släktet Polycycnis och familjen orkidéer.
Artens utbredningsområde är Colombia. Inga underarter finns listade i Catalogue of Life.